# Якутский нож

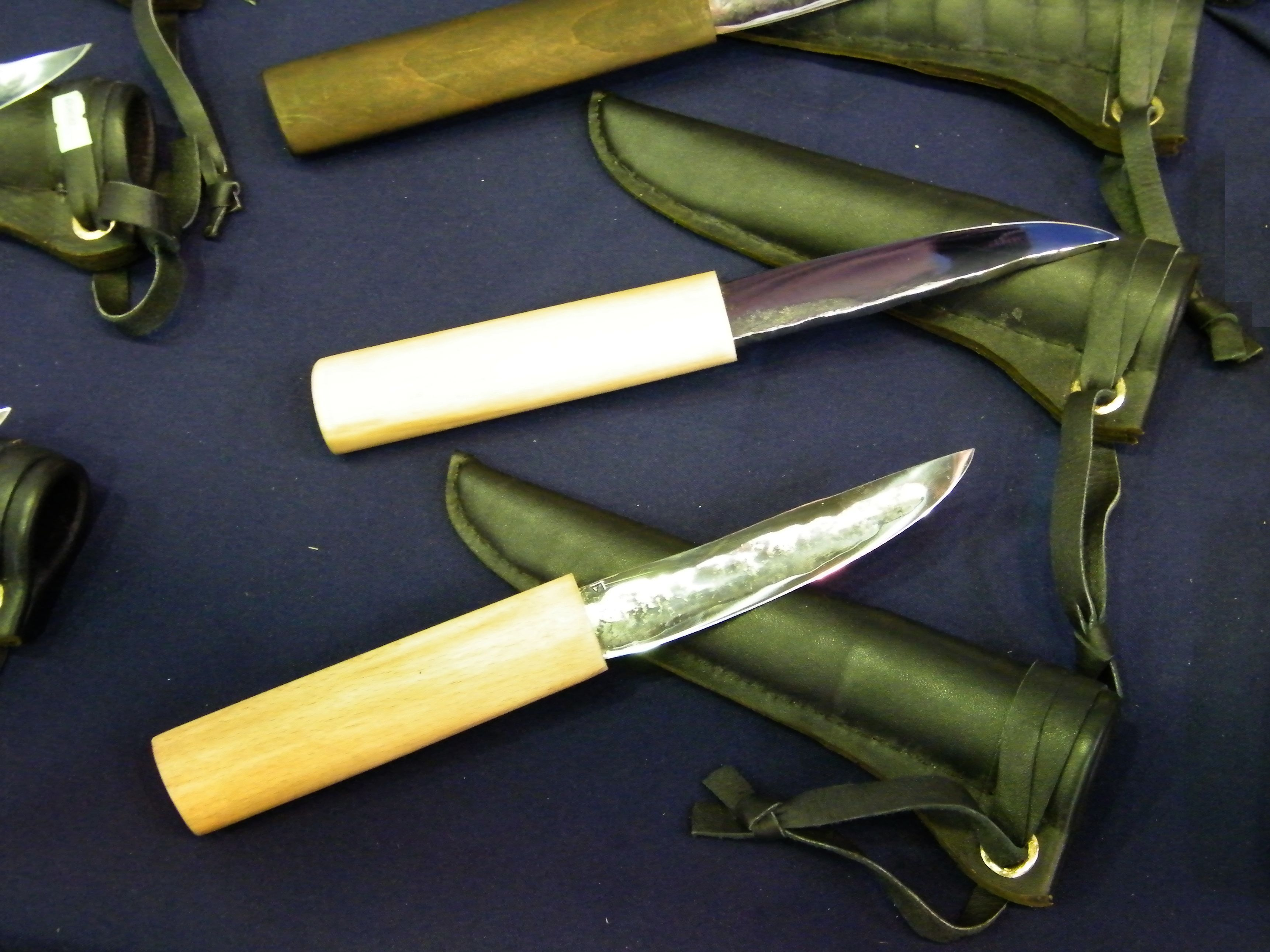
Якутские ножи и ножны к ним.
Верхний нож — показана левая выпуклая сторона клинка.
Нижний нож — показана правая вогнутая сторона клинка с долом

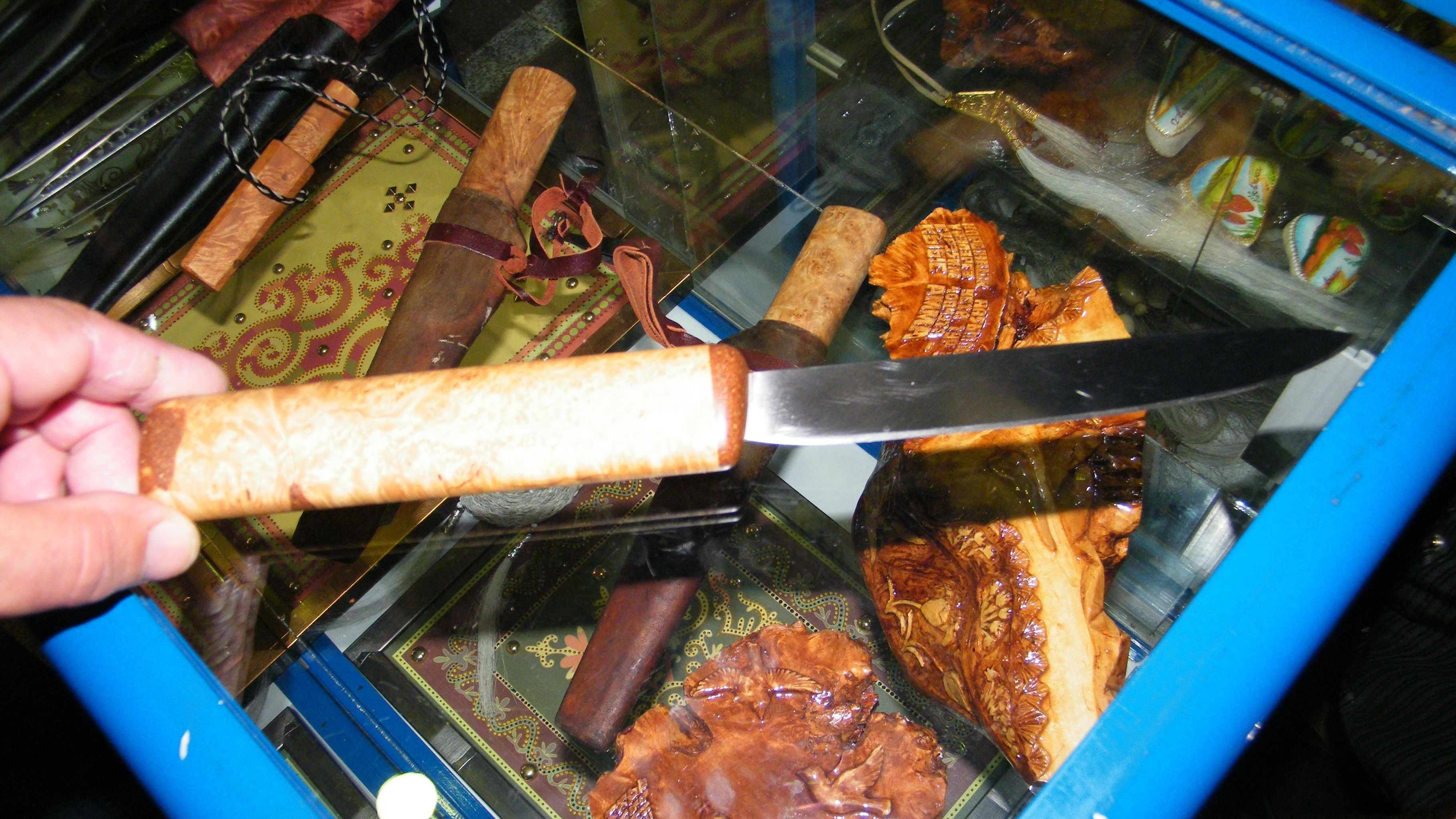
Якутский нож, правая выпуклая сторона

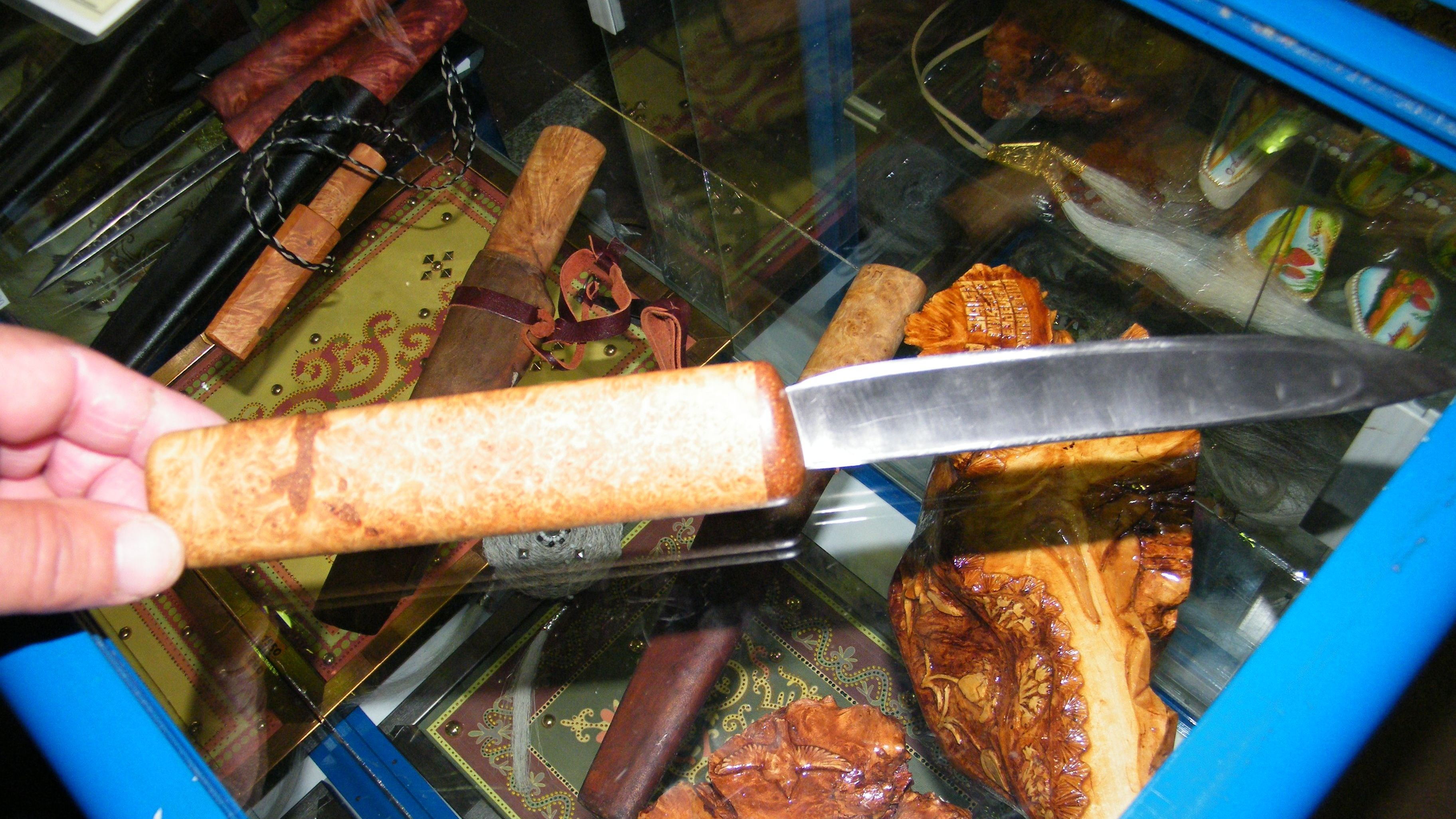
Якутский нож, левая вогнутая сторона

Яку́тский нож (якут. саха быhаҕа) — разновидность ножа, применяемого коренными жителями Якутии. Является одним из самых известных предметов культуры Якутии, так же как  хомус и алмазы.

## Вариации ножа и свойства
Археологические раскопки, проведённые на территории современной Якутии, показывают, что образцы ножей, извлечённые из различных могильников и стоянок древнего человека, имеют сходство с современными "якутскими" ножами. Ножи, найденные археологами, изготовлены из бронзы или кремния,  имеют сложную ассиметричную геометрию с одним долом.
Существует множество региональных вариаций якутского ножа, но в классическом варианте нож представляет собой клинок длиной от 110 до 170 мм, насаженный на деревянную ручку, сделанную из берёзы или берёзового капа с кожаными ножнами.

## Клинок
Клинок якутского ножа заострён, имеет лезвие с одной стороны и прямой (или почти прямой) обух. Особенностью якутского ножа является асимметричная заточка лезвия — отмеченная ещё первыми исследователями жизни якутов. С одной стороны лезвие ножа плоское, имеет дол (если смотреть со стороны обуха — то правая сторона клинка). Противоположная (левая) сторона клинка выгнутая. Это делают для того, чтобы при работе с ножом нож «не зарывался» в материал. Именно в этой связи для правшей и левшей ножи отличаются. Для левшей делают ножи с зеркально перевернутой асимметрией клинка.
Ножи различают по длине клинка:
- 80-110 мм — малый нож (быhычча). Обычно делают для детей или женщин
- 110—170 мм — нож (быhaх) — самая распространённая форма
- 170 — большой нож (хотохон — от якутского хот — «победить») — практически боевое оружие, и потому делают редко
- Имеется ещё вариация, называемая «батыйа» — меч или мачете, длиной от 500 мм, с изогнутым клинком с такой же асимметричной заточкой, в основном, использовали как пешню и для охоты на медведей[3].

По ширине клинка различают тундрово́й — имеющий узкое лезвие, и таёжный (ала́сный) — более широкое лезвие. В тундре нож, в основном, используют для резки или сверления, а в тайге — для разделки добычи и домашнего скота или работы по дереву. Именно этим объясняют различие ширины клинка.
Традиционно рабочий якутский нож имеет клинок, изготовленный из довольно мягкой стали. Мягкая сталь диктуется практическими соображениями так, чтобы нож можно было заточить в полевых условиях о речную гальку или другой материал. В последнее время получили распространение якутские ножи с клинками, выполненными из специальных марок стали или даже булатной (дамасской) стали.
Множество вопросов у различных исследователей вызывает происхождение дола на клинке. Есть различные версии, начиная от того, что дол нужен для кровостока, что это дань традициям, когда ножи изготавливали из кости, что дол способствует удобному разрезанию замёрзшего мяса из-за меньшей площади соприкосновения, что дол нужен для придания жёсткости клинку, что наличие дола — результат особенности ковки асимметричного клинка или дол нужен для уменьшения веса клинка, чтобы нож не тонул.

## Рукоятка
Рукоятку ножа традиционно делают из берёзового капа, пропитанного специальным маслом. Рукоятка ножа в сечении напоминает яйцо, «острым» концом направленное в сторону лезвия, и лишена каких бы то ни было упоров, гард — простая прямая рукоять. Длина её — 130—150 мм, что длиннее ширины мужской ладони. Длинная ручка объясняется не только соображениями удобства, но также и тем, что нож не должен тонуть в воде. Кроме берёзового капа используют также кусочки берёсты, которые накладывают друг на друга (могут сразу надевать на хвостовик лезвия) и между слоями промазывают клеем. После склейки берестяную заготовку сушат под прессом, и затем из неё изготавливают рукоять. Ножи с ручкой из мамонтовой кости, пластика являются сувенирной продукцией и не используют в повседневной жизни.

## Ножны
Оригинальными в якутском ноже являются также ножны. В классическом варианте ножны делают из снятого чулком бычьего хвоста, внутри которого находится деревянный вкладыш, который не должен плотно обхватывать клинок. Функцией вкладыша является не удержание ножа, а защита клинка от поломки. Функцию удержания выполняет кожаная часть ножен, поскольку нож утапливают в ножны на 2/3 длины рукояти, так чтобы ножны плотно прилегали к ручке ножа. Допускают варианты изготовления ножен также из обычной шитой кожи или берёсты. Крайне редко встречаются деревянные ножны.
Для ношения ножа к ножнам обычно приделывают кожаный шнурок.

## Ношение и использование
Нож обычно носят на свободном подвесе с левой стороны. Свободный подвес нужен для того, чтобы не мешать движениям владельца. При ношении ножа слева удобно вытаскивать нож одной правой рукой, упёршись за основание ножен большим пальцем.
В советские времена изготовление и ношение якутского ножа де-юре преследовалось по закону, хотя преследование было во многом формальным. В примечании 1 к статье 182 УК РСФСР в редакции 1926 года, а равно в более поздние годы в аналогичных статьях указывали, что не образует состава преступления ношение холодного оружия (охотничьего ножа, кинжала) как принадлежности национального костюма или носимое промысловым населением районов Крайнего Севера. Де-факто ограничений на ношение якутского ножа в Советской Якутии не было.
В наше время изготовление, продажа, ношение и хранение якутского ножа регламентировано специальным актом правительства Республики Саха (Якутия), согласно которому якутский нож признан неотъемлемой частью культуры народа саха, и на территории республики разрешают его использование в повседневной хозяйственной жизни.
Якутский нож широко используют в повседневной хозяйственно-бытовой жизни жителей Якутии: охоте, рыбалке, готовке еды, работах по дереву.

## Мастера
При рассмотрении феномена якутского ножа необходимо учитывать одну из его особенностей. Это реальный нож, используемый в повседневном быту жителями Якутии. Во всей Якутии мало найдётся семей, в которых нет хотя бы одного якутского ножа. Это означает, что нож массово изготавливают, во многом, в кустарных условиях, в условиях сельских кузниц или мастерских. В каждом якутском селении есть свой местный мастер (а чаще мастера), которые изготавливают свои версии ножей. С этим обстоятельством связана изменчивость ножа от селения к селению и от мастера к мастеру. 